# Martyn Barwinski
Martyn Barwinski (ur. 22 kwietnia 1784 w Ostaszowcach, zm. 3 kwietnia 1865 we Lwowie) – ksiądz greckokatolicki, profesor Uniwersytetu Lwowskiego oraz jego rektor w latach 1837–1838.
Urodzony w rodzinie kapłańskiej ojciec był księdzem greckokatolickim, matka Zofia siostrą biskupa Mikołaja Skorodyńskiego. Studiował filozofię we Lwowie, a w latach 1804-1810 teologię na Wydziale Teologicznym Uniwersytetu Wiedeńskiego uzyskując tytuł doktora. Święcenia kapłańskie przyjął w Wiedniu 15 marca 1807 z rąk biskupa Antoniego Angelowicza. W latach 1810–1814 jest prefektem Lwowskiego Seminarium Teologicznego. Dziekan Wydziału Teologicznego Uniwersytetu Lwowskiego (1823-1824).Członek kryłosu greckokatolickiej kapituły metropolitalnej od 1823 scholastyk katedralny, delegat do Stanów Galicyjskich w latach 1835–1860.
Odznaczony Orderem Korony Żelaznej III Klasy.